# گوساله‌بینی
گوساله‌بینی (نام علمی: Moschorhinus) نام یک سرده از راسته ددکمانان است.